# Cristina Tàrrega
Cristina Tárrega (València, 1967) és una periodista valenciana.
Va estudiar periodisme i va començar a treballar a la ràdio. Està casada amb el futbolista Mami Quevedo i tenen un fill.

## Ràdio
- Radio Intercontinental
- Cadena 40 Principales
- Onda Cero
- Cadena Dial, La caña que llevas dentro (1994)
- Cadena SER, El gusto es mío.

## TV
- 1995: Programa taurí de Canal +
- 1995: En casa con Rafaella amb Raffaella Carrà, Telecinco
- 1997-1999: Sola en la ciudad, Telemadrid
- 1999: Cristina, amiga mía, Antena 3
- 1999: Los comunes, dirigit per Jesús Hermida, Antena 3
- 1999: Póker de damas, com a tertuliana, Antena 3
- 1999: Crónicas marcianas, com a tertuliana, Telecinco
- 2000: Hablemos claro, Canal Sur
- 2000: Qué calor, Canal Sur
- 2000-2001: Debat Obert, Canal 9
- 2003: Día a día, dirigit per María Teresa Campos, Telecinco
- 2003: Mirando al mar, Antena 3
- 2004: Cada día, per María Teresa Campos, Antena 3
- 2005: Vive la vida, Telemadrid
- 2006-2008: Territorio Comanche, Telemadrid
- 2007-2008: Gent de Tàrrega, Canal 9

## Films
- Torrente 2: Misión en Marbella, de Santiago Segura, 2001

## External lnks
- Cristina Tàrrega in the IMDB